# Férfi kormányos nélküli kettes evezés a 2004. évi nyári olimpiai játékokon
A 2004. évi nyári olimpiai játékokon az evezés férfi kormányos nélküli kettes versenyszámát augusztus 14. és augusztus 21. között rendezték a Szkíniasz evezős és kajak‑kenu központban. A versenyt a Drew Ginn, James Tomkins összeállítású ausztrál hajó nyerte a horvát és a dél-afrikai egység előtt.

## Versenynaptár
Az időpontok helyi idő szerint, zárójelben magyar idő szerint olvashatóak.
| Dátum                          | Időpont       | Forduló       |
| ------------------------------ | ------------- | ------------- |
| 2004. augusztus 14., szombat   | 10:30 (9:30)  | Előfutamok    |
| 2004. augusztus 17., kedd      | 15:40 (14:40) | Reményfutamok |
| 2004. augusztus 18., szerda    | 9:20 (8:20)   | Elődöntők     |
| 2004. augusztus 19., csütörtök | 10:40 (9:40)  | B-döntő       |
| 2004. augusztus 21., szombat   | 9:30 (8:30)   | A-döntő       |

## Eredmények
Az idők másodpercben értendők. A rövidítések jelentése a következő:
- QS: Elődöntőbe jutás helyezés alapján
- QA: Az A-döntőbe jutás helyezés alapján
- QB: A B-döntőbe jutás helyezés alapján

### Előfutamok
Három előfutamot rendeztek, öt, valamint négy-négy résztvevővel. Az első három helyezett bejutott az elődöntőbe, a többiek a reményfutamba kerültek.
| Helyezés | Nemzet                                                         | Idő      | Mj       |
| 1. futam | 1. futam                                                       | 1. futam | 1. futam |
| -------- | -------------------------------------------------------------- | -------- | -------- |
| 1.       | Ausztrália (AUS) · Drew Ginn, James Tomkins                    | 6:55,04  | QS       |
| 2.       | Szerbia és Montenegró (SCG) · Nikola Stojić, Mladen Stegic     | 6:58,11  | QS       |
| 3.       | Nagy-Britannia (GBR) · Toby Garbett, Rick Dunn                 | 6:58,95  | QS       |
| 4.       | Argentína (ARG) · Walter Naneder, Marcos Morales               | 7:02,29  |          |
| 5.       | Szlovénia (SLO) · Matija Pavšič, Andrej Hrabar                 | 7:05,36  |          |
| 2. futam |                                                                |          |          |
| 1.       | Dél-afrikai Köztársaság (RSA) · Donnie Cech, Ramon di Clemente | 6:57,06  | QS       |
| 2.       | Horvátország (CRO) · Siniša Skelin, Nikša Skelin               | 7:01,28  | QS       |
| 3.       | Egyesült Államok (USA) · Luke Walton, Artour Samsonov          | 7:11,81  | QS       |
| 4.       | Csehország (CZE) · Adam Michálek, Petr Imre                    | 7:26,19  |          |
| 3. futam |                                                                |          |          |
| 1.       | Új-Zéland (NZL) · Nathan Twaddle, George Bridgewater           | 6:54,75  | QS       |
| 2.       | Kanada (CAN) · Dave Calder, Chris Jarvis                       | 6:56,23  | QS       |
| 3.       | Olaszország (ITA) · Giuseppe De Vita, Dario Lari               | 7:03,12  | QS       |
| 4.       | Németország (GER) · Tobias Kühne, Jan Herzog                   | 7:14,16  |          |

### Reményfutam
Egy reményfutamot rendeztek, négy részvevővel. Az első három helyezett továbbjutott az elődöntőbe, a negyedik kiesett.
| Helyezés | Nemzet                                           | Idő     | Mj |
| -------- | ------------------------------------------------ | ------- | -- |
| 1.       | Németország (GER) · Tobias Kühne, Jan Herzog     | 6:28,40 | QS |
| 2.       | Argentína (ARG) · Walter Naneder, Marcos Morales | 6:28,98 | QS |
| 3.       | Szlovénia (SLO) · Matija Pavšič, Andrej Hrabar   | 6:30,89 | QS |
| 4.       | Csehország (CZE) · Adam Michálek, Petr Imre      | 6:33,24 |    |

### Elődöntők
Két elődöntőt rendeztek, hat-hat résztvevővel. Az első három helyezett az A-döntőbe jutott, a többiek a B-döntőbe kerültek, a kanadai egységet kizárták a második elődöntőben.
| Helyezés | Nemzet                                               | Idő      | Mj       |
| 1. futam | 1. futam                                             | 1. futam | 1. futam |
| -------- | ---------------------------------------------------- | -------- | -------- |
| 1.       | Ausztrália (AUS) · Drew Ginn, James Tomkins          | 6:22,00  | QA       |
| 2.       | Horvátország (CRO) · Siniša Skelin, Nikša Skelin     | 6:23,57  | QA       |
| 3.       | Új-Zéland (NZL) · Nathan Twaddle, George Bridgewater | 6:24,49  | QA       |
| 4.       | Nagy-Britannia (GBR) · Toby Garbett, Rick Dunn       | 6:25,06  | QB       |
| 5.       | Olaszország (ITA) · Giuseppe De Vita, Dario Lari     | 6:31,26  | QB       |
| 6.       | Argentína (ARG) · Walter Naneder, Marcos Morales     | 7:19,57  | QB       |

| Helyezés | Nemzet                                                         | Idő      | Mj       |
| 2. futam | 2. futam                                                       | 2. futam | 2. futam |
| -------- | -------------------------------------------------------------- | -------- | -------- |
| 1.       | Németország (GER) · Tobias Kühne, Jan Herzog                   | 6:25,47  | QA       |
| 2.       | Szerbia és Montenegró (SCG) · Nikola Stojić, Mladen Stegic     | 6:27,50  | QA       |
| 3.       | Dél-afrikai Köztársaság (RSA) · Donnie Cech, Ramon di Clemente | 6:28,48  | QA       |
| 4.       | Egyesült Államok (USA) · Luke Walton, Artour Samsonov          | 6:32,51  | QB       |
| 5.       | Szlovénia (SLO) · Matija Pavšič, Andrej Hrabar                 | 6:46,12  | QB       |
| –        | Kanada (CAN) · Dave Calder, Chris Jarvis                       | kizárva  |          |

### Döntők

#### B-döntő
A B-döntőt öt egységgel rendezték, az elődöntők 4–6. helyezettjeivel.
| Helyezés (Összesített) | Nemzet                                                | Idő     |
| ---------------------- | ----------------------------------------------------- | ------- |
| 1. (7.)                | Nagy-Britannia (GBR) · Toby Garbett, Rick Dunn        | 6:22,04 |
| 2. (8.)                | Olaszország (ITA) · Giuseppe De Vita, Dario Lari      | 6:22,08 |
| 3. (9.)                | Szlovénia (SLO) · Matija Pavšič, Andrej Hrabar        | 6:27,11 |
| 4. (10.)               | Argentína (ARG) · Walter Naneder, Marcos Morales      | 6:27,88 |
| 5. (11.)               | Egyesült Államok (USA) · Luke Walton, Artour Samsonov | 6:30,49 |

#### A-döntő
Az A-döntőt hat egységgel rendezték, az elődöntők 1–3. helyezettjeivel.
| Helyezés | Nemzet                                                         | Idő     |
| -------- | -------------------------------------------------------------- | ------- |
| Arany    | Ausztrália (AUS) · Drew Ginn, James Tomkins                    | 6:30,76 |
| Ezüst    | Horvátország (CRO) · Siniša Skelin, Nikša Skelin               | 6:32,64 |
| Bronz    | Dél-afrikai Köztársaság (RSA) · Donnie Cech, Ramon di Clemente | 6:33,40 |
| 4.       | Új-Zéland (NZL) · Nathan Twaddle, George Bridgewater           | 6:34,24 |
| 5.       | Szerbia és Montenegró (SCG) · Nikola Stojić, Mladen Stegic     | 6:39,74 |
| 6.       | Németország (GER) · Tobias Kühne, Jan Herzog                   | 6:46,50 |